# Човновиця
Човнови́ця — село в Україні, в Оратівській селищній громаді Вінницького району Вінницької області. Розташоване на обох берегах річки Фоса (притока Роськи) за 25 км на північ від смт Оратів. Населення становить 617 осіб (станом на 1 січня 2018 р.).

## Історія
Перша згадка про село у 1550 році, за іншими даними — у 16 столітті.
Ще під час селянської реформи 1861 року в селі відбулися виступи селян. Були заворушення й у 1905—1907 роках.
Під час організованого радянською владою Голодомору 1932—1933 років померло щонайменше 404 жителі села.
Під час Другої світової війни село в період з другої половини липня 1941 року було зайняте німецькими військами. Червоною армією село було зайняте 1 січня 1944 року. Під час Другої світової війни з жовтня 1941 до січня 1943 року в селі діяла підпільна група.
На початку 1970-х років в селі був колгосп ім. Леніна, за яким було закріплено 4465 га землі, в тому числі 3378 га орної. Господарство мало рільничо-тваринницький напрям. В селі була восьмирічна школа, клуб, бібліотека, пологовий будинок і фельдшерсько-акушерський пункт.
За радянщини село було в складі Погребищенського району Вінницької області, пізніше — в складі Оратівського району.
12 червня 2020 року, відповідно розпорядження Кабінету Міністрів України № 707-р «Про визначення адміністративних центрів та затвердження територій територіальних громад Вінницької області», село увійшло до складу Оратівської селищної громади.
19 липня 2020 року, в результаті адміністративно-територіальної реформи та ліквідації Оратівського району, село увійшло до складу Вінницького району.

## Населення

### Мова
Розподіл населення за рідною мовою за даними перепису 2001 року:
| Мова            | Кількість | Відсоток |
| --------------- | --------- | -------- |
| українська      | 817       | 98.32%   |
| російська       | 9         | 1.08%    |
| білоруська      | 1         | 0.12%    |
| інші/не вказали | 4         | 0.48%    |
| Усього          | 831       | 100%     |

## Відомі люди
- Онищук Василь Варфоломійович (14 травня 1942) — український гідролог, гідротехнік, кандидат технічних наук, старший науковий співробітник Київського національного університету імені Тараса Шевченка.
- Мозговий Олександр Васильович  (21 квітня 1956) — кандидат технічних наук (1990), доцент, відмінник освіти України (2005). Закінчив фізико-математичний факультет Вінницького педагогічного інституту (тепер ВДПУ ім. М. Коцюбинського), у якому і працює з 1980 р. на посадах: старший лаборант, асистент (1981), старший викладач (1991), доцент кафедри фізики і методики навчання фізики, астрономії (1994). Протягом 1991—1997 рр. працював заступником декана фізико-математичного факультету, з 1997—2004 рр. — декан цього факультету. Після утворення Інституту перспективних технологій, економіки і фундаментальних наук у 2004 р. (з 2008 р. перейменований в Інститут математики, фізики і технологічної освіти) працює заступником з навчальної роботи — першим заступником директора інституту. О. В. Мозговий одноосібно і у співавторстві опублікував понад 160 наукових праць у фахових виданнях, зарубіжних журналах. Брав участь у роботі понад 40 конференцій (25 міжнародних, 2 всеукраїнських, 3 міжрегіональних та вузівських), був керівником і організатором багатьох міжнародних науково-практичних конференцій.
- Пазюн Василь Васильович (1970—2016) — солдат Збройних сил України, учасник російсько-української війни.
- Антонюк Антон Андрійович (1999—2022) — лейтенант Збройних сил України, відзначився у ході російського вторгнення в Україну.

## Галерея

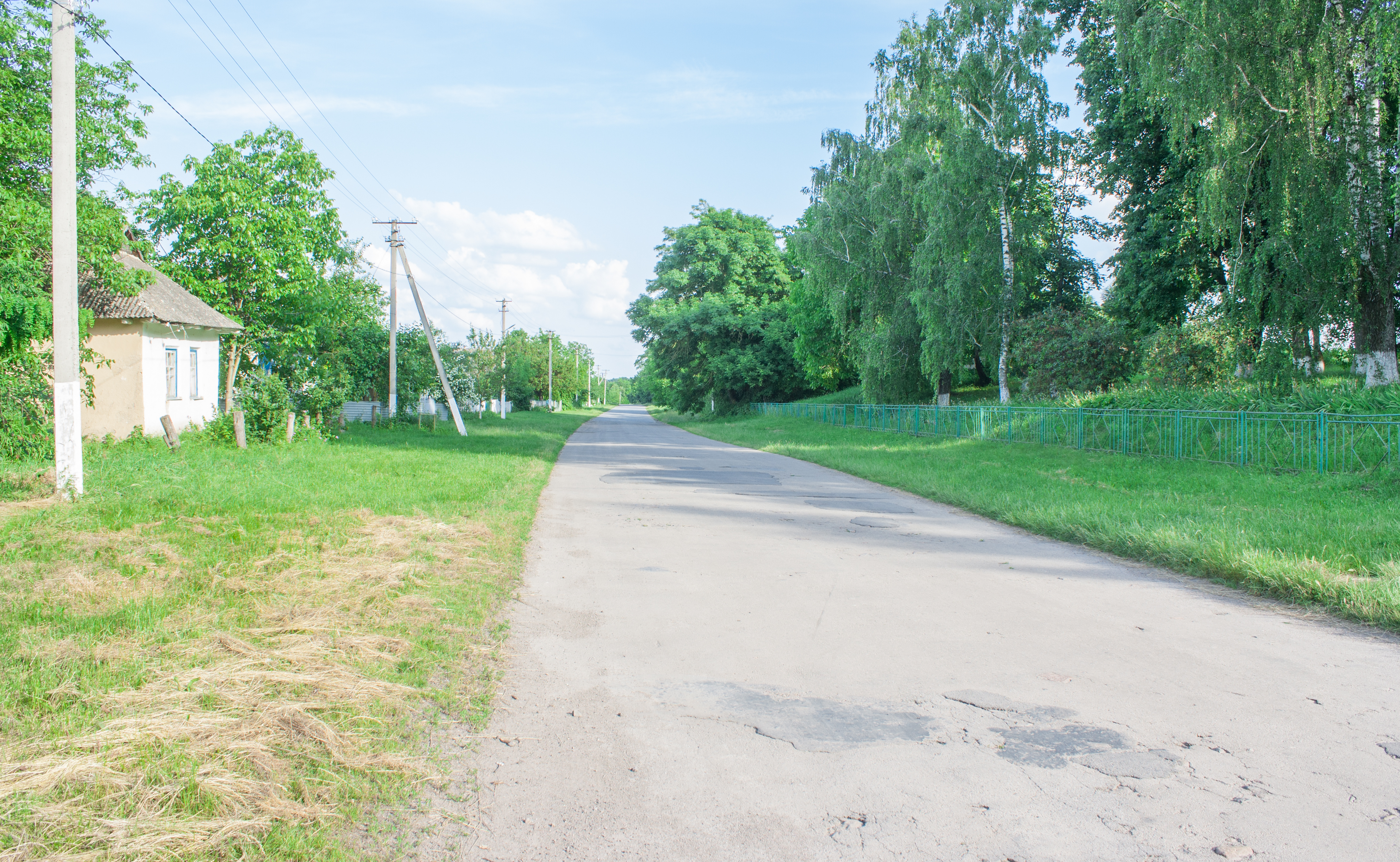
Вулиця Центральна
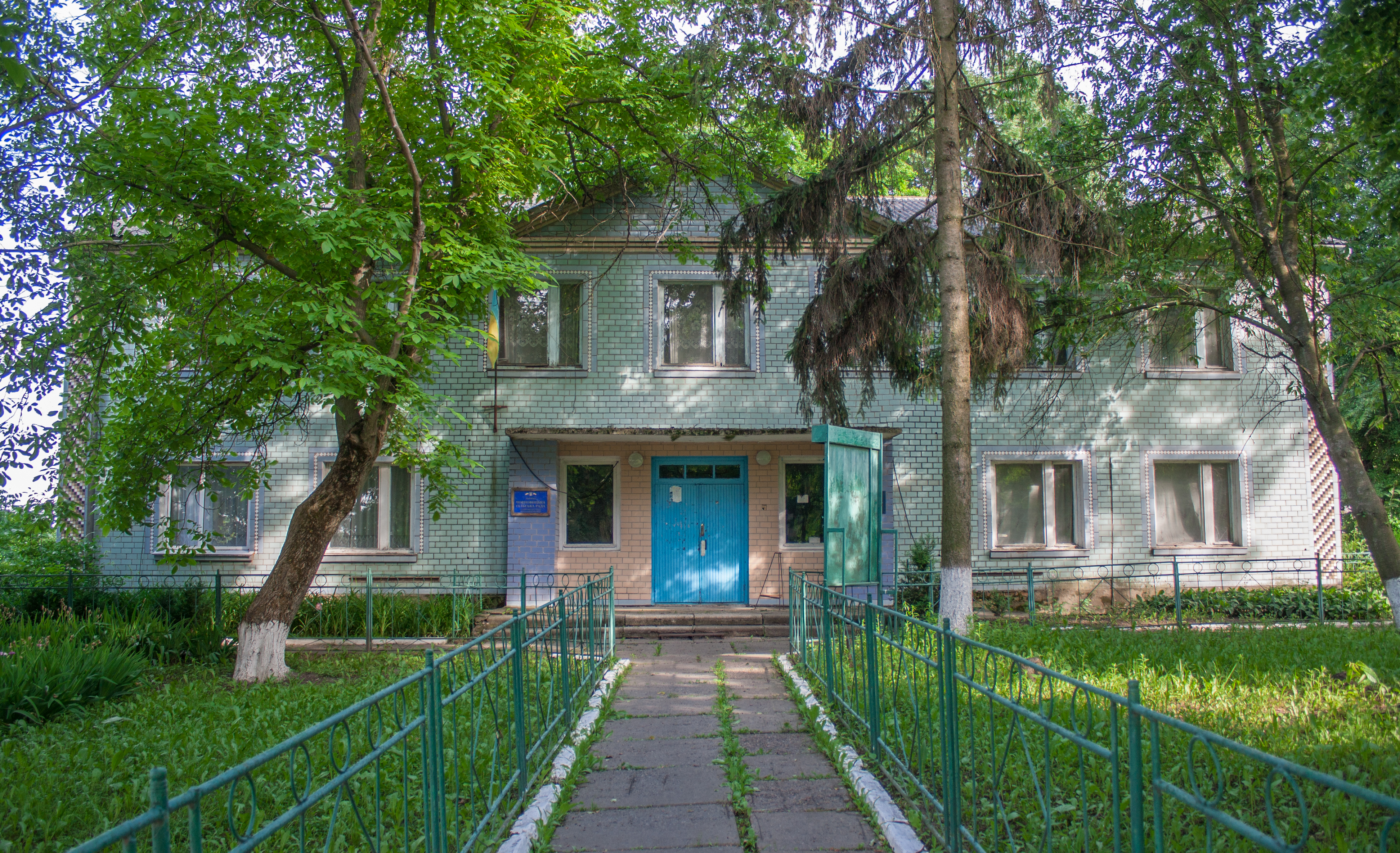
Сільська рада
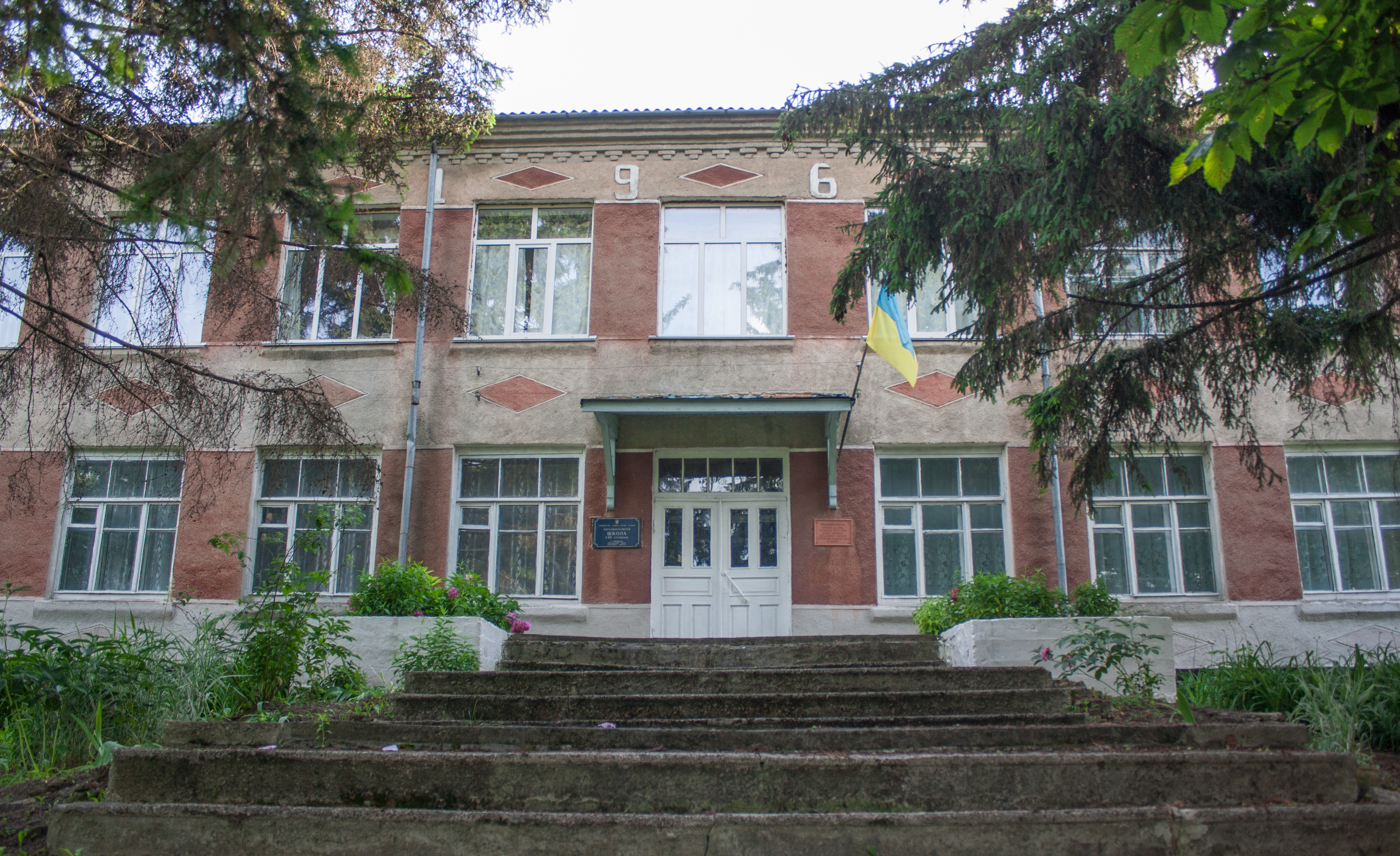
Школа
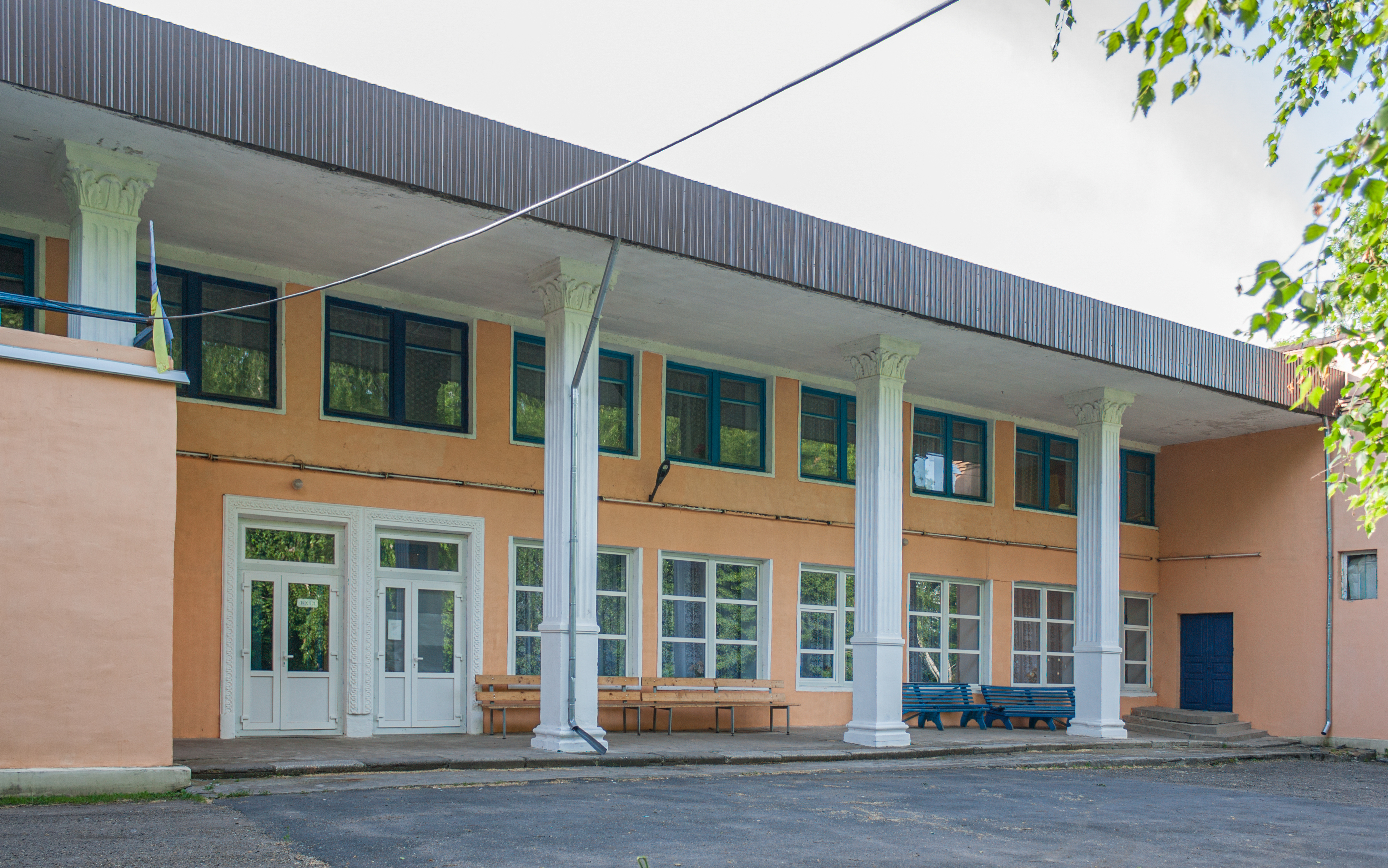
Будинок культури
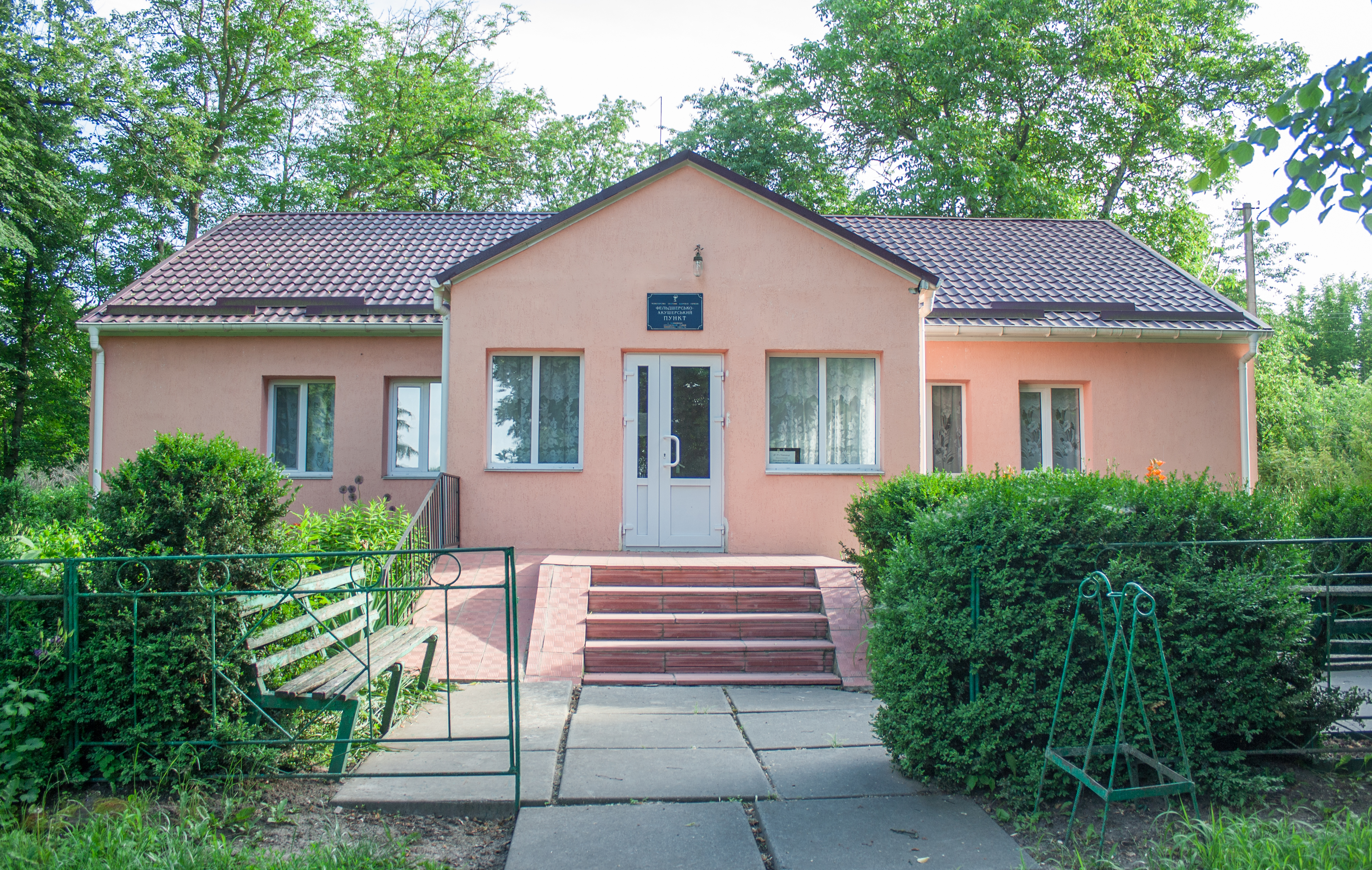
ФАП
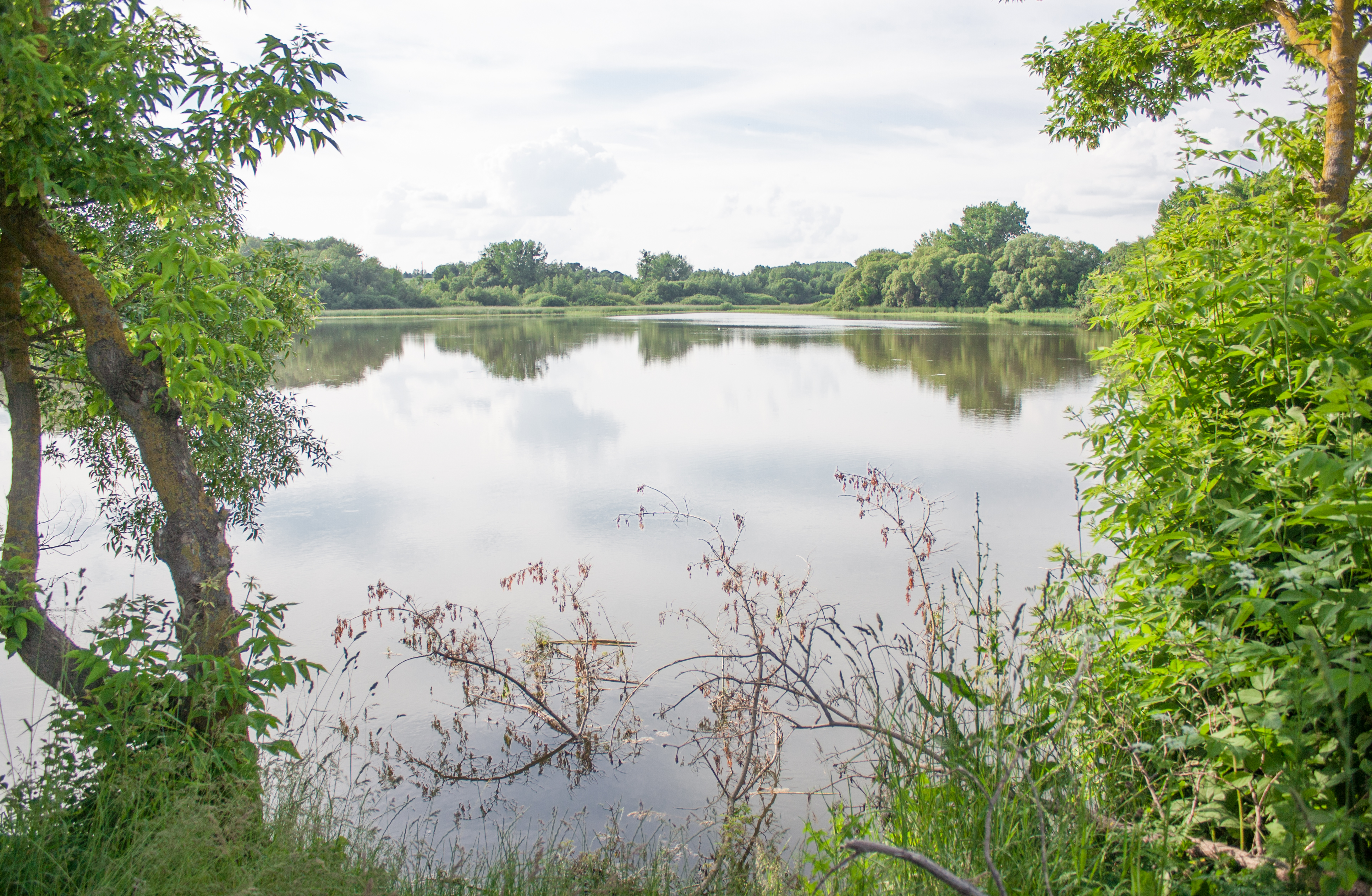
Ставок на річці Фоса
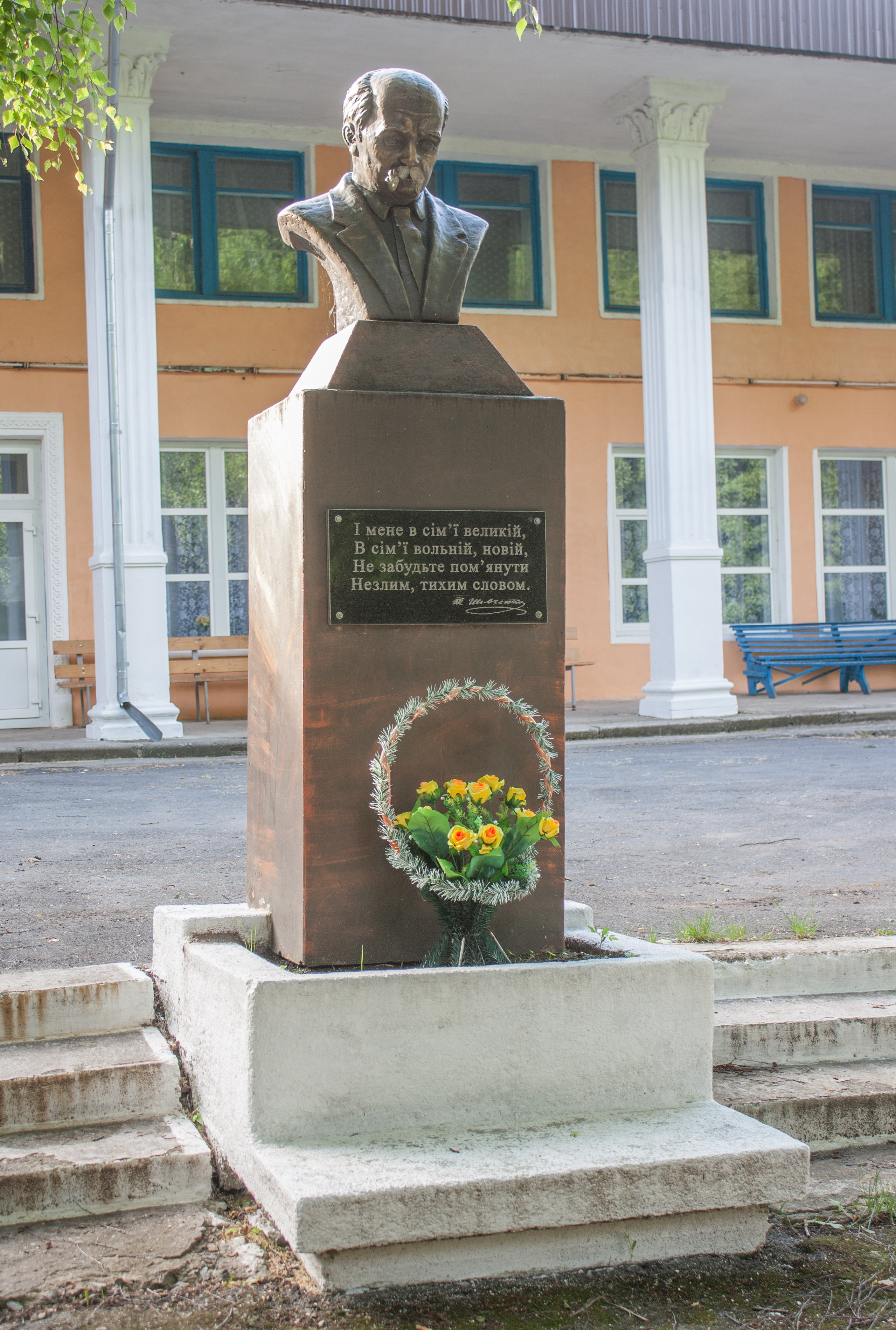
Пам'ятник Т. Шевченку
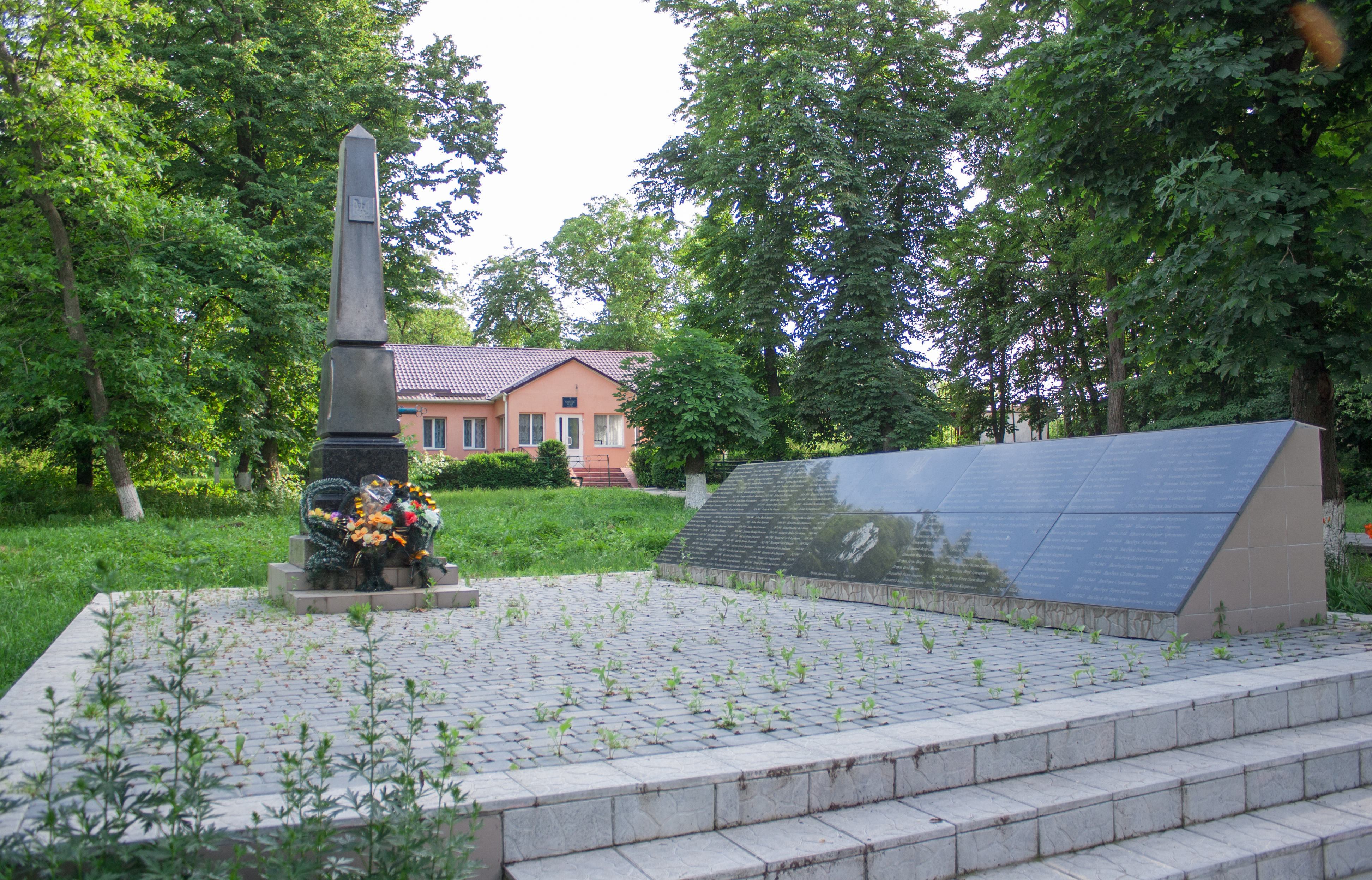
Пам'ятник воїнам-односельчанам